# Villeneuve-sous-Dammartin
Villeneuve-sous-Dammartin è un comune francese di 625 abitanti situato nel dipartimento di Senna e Marna nella regione dell'Île-de-France.

## Società

### Evoluzione demografica
Abitanti censiti